# Un piano dans l'herbe
Un piano dans l'herbe est une pièce de théâtre de Françoise Sagan créée en 1970 par André Barsacq au Théâtre de l'Atelier.

## Résumé
Cette pièce douce-amère présente les petites histoires d'un groupe d'amis se retrouvant vingt ans après leur jeunesse. Tous obéissent à la riche et capricieuse Maud. Celle-ci a organisé des vacances dans sa villa de Touraine. Enveloppés dans leurs souvenirs, ils attendent le retour de l'enchanteur de la bande : Jean-Loup.

## Théâtre de l'Atelier
- Mise en scène : André Barsacq
- Décors : Jacques Dupont
- Personnages et interprètes :
  - Maud : Françoise Christophe
  - Louis : Daniel Ivernel
  - Sylviane : Nathalie Nerval
  - Henri : Dominique Paturel
  - Edmond : René Clermont
  - Isabelle : Evelyne Buyle
  - Jean-Loup : Jacques Harden
  - Aline : Nadia Nelson